# 群馬原町駅
群馬原町駅（ぐんまはらまちえき）は、群馬県吾妻郡東吾妻町大字原町にある、東日本旅客鉄道（JR東日本）吾妻線の駅である。
東吾妻町の中心駅で、特急「草津」のうち定期列車が停車していたが、2017年3月4日ダイヤ改正より、特急通過駅となった。

## 歴史
- 1945年（昭和20年）
  - 8月5日：運輸通信省の駅として開設[1][2]。
  - 11月20日：小口扱い貨物取扱開始（一般駅化）[2]。
- 1962年（昭和37年）8月20日：貨物取扱廃止[2]。
- 1971年（昭和46年）2月1日：業務委託駅化[3]。
- 1984年（昭和59年）2月1日：荷物扱い廃止[2]。
- 1987年（昭和62年）4月1日：国鉄分割民営化に伴い、JR東日本の駅となる[2]。
- 2004年（平成16年）2月：開業以来の木造駅舎を改築、現在の駅舎の供用が開始される。
- 2013年（平成25年）3月16日：特急「草津」の下り3号も当駅停車となり、当列車全てが停車となる（土日祝日運転32号は通過）。
- 2014年（平成26年）10月1日：東京近郊区間に編入される[4]。
- 2017年（平成29年）
  - 3月4日：ダイヤ改正に伴い、特急は全て当駅通過となる。
  - 4月1日：この日より終日無人駅化[5]。
- 2018年（平成30年）2月21日：東吾妻町観光協会事務局が駅舎内に移転[6]。

## 駅構造
単式ホーム1面1線を有する地上駅。
中之条駅管理の無人駅。以前は、JR東日本ステーションサービス（2015年6月30日まではJR高崎鉄道サービス）が業務を受託する業務委託駅で、乗車券等を発売する窓口が存在したが、2017年4月1日限りで無人駅化され、窓口も閉鎖された。

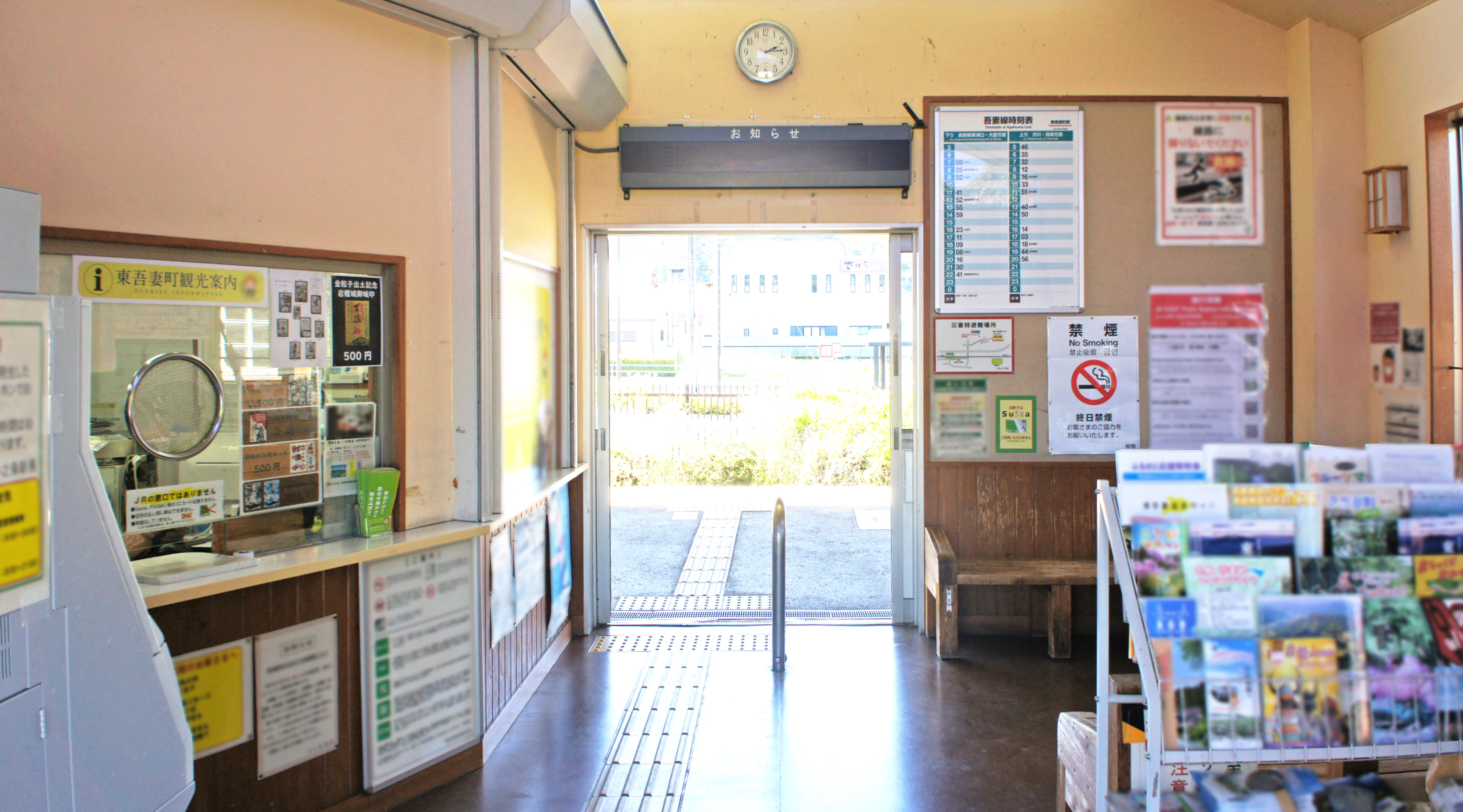
待合室（2021年7月）
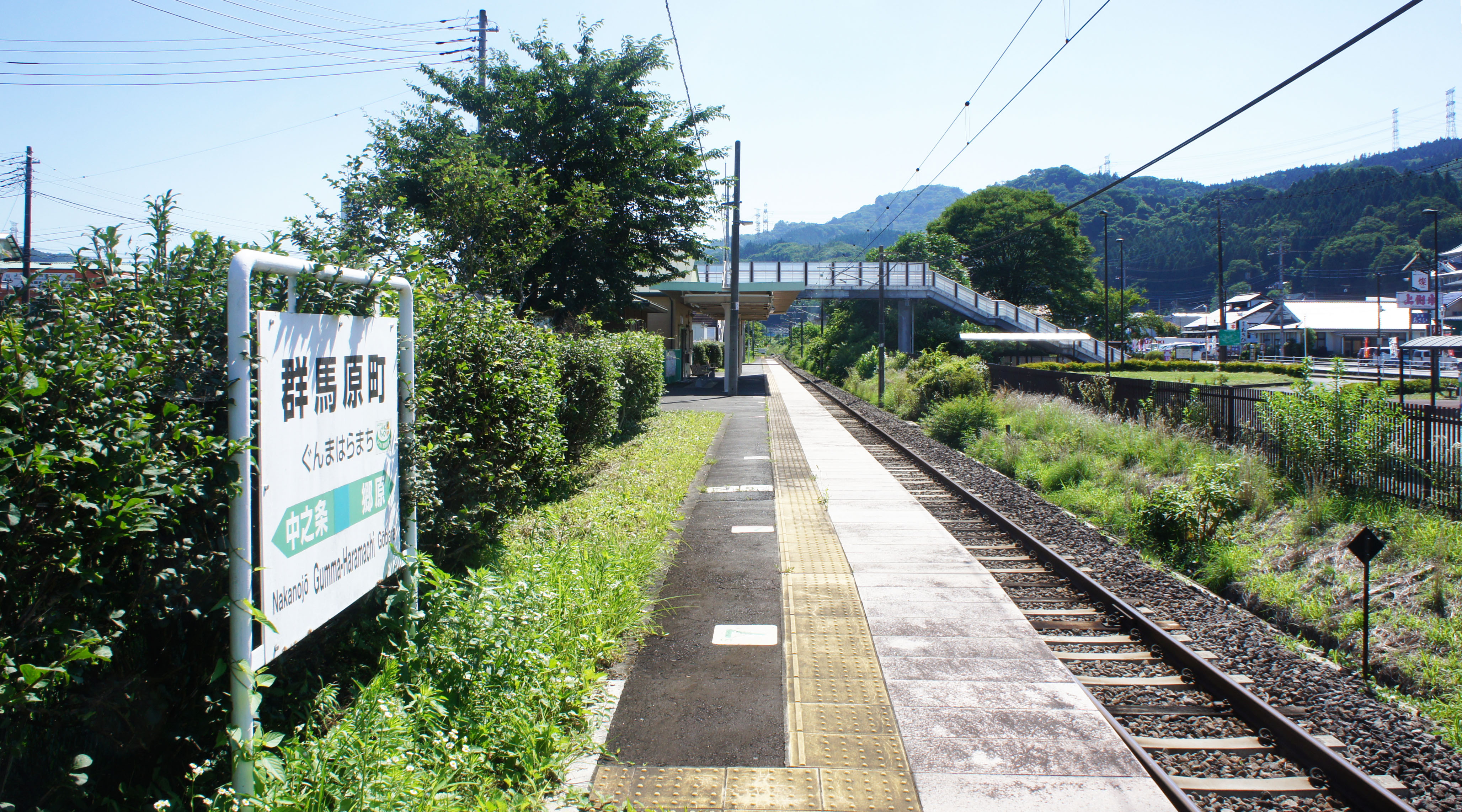
ホーム（2021年7月）

## 利用状況
JR東日本によると、2000年度（平成12年度） - 2015年度（平成27年度）の1日平均乗車人員の推移は以下の通り。
| 乗車人員推移       | 乗車人員推移     | 乗車人員推移    |
| 年度               | 1日平均 乗車人員 | 出典            |
| ------------------ | ---------------- | --------------- |
| 2000年（平成12年） | 714              | [ 利用客数 1 ]  |
| 2001年（平成13年） | 694              | [ 利用客数 2 ]  |
| 2002年（平成14年） | 638              | [ 利用客数 3 ]  |
| 2003年（平成15年） | 617              | [ 利用客数 4 ]  |
| 2004年（平成16年） | 625              | [ 利用客数 5 ]  |
| 2005年（平成17年） | 609              | [ 利用客数 6 ]  |
| 2006年（平成18年） | 613              | [ 利用客数 7 ]  |
| 2007年（平成19年） | 583              | [ 利用客数 8 ]  |
| 2008年（平成20年） | 587              | [ 利用客数 9 ]  |
| 2009年（平成21年） | 558              | [ 利用客数 10 ] |
| 2010年（平成22年） | 555              | [ 利用客数 11 ] |
| 2011年（平成23年） | 544              | [ 利用客数 12 ] |
| 2012年（平成24年） | 543              | [ 利用客数 13 ] |
| 2013年（平成25年） | 540              | [ 利用客数 14 ] |
| 2014年（平成26年） | 494              | [ 利用客数 15 ] |
| 2015年（平成27年） | 488              | [ 利用客数 16 ] |

## 駅周辺
- 東吾妻町役場
- 群馬県立吾妻特別支援学校高等部
- 原町郵便局
- 薬師温泉
- 岩櫃山
- コニファーいわびつ
- 温川温泉
- ベイシアスーパーセンター吾妻店
- 原町赤十字病院

## バス路線

### 原町駅
1番のりば
- 関越交通
  - 湯中子 ※休日運休
  - 大柏木 ※土休日運休
  - 原町駅（右回り / 左回り）

2番のりば
- 関越交通
  - 大柏木 ※土休日運休

3番のりば
- 関越交通
  - 日赤病院 ※土休日運休

### 群馬原町駅入口
- ジェイアールバス関東・秩父鉄道観光バス
  - 上州ゆめぐり号：バスタ新宿（新宿駅新南口）
  - 東京ゆめぐり号：東京駅日本橋口・上野駅（入谷口）

## 隣の駅
東日本旅客鉄道（JR東日本）
■吾妻線
中之条駅 - 群馬原町駅 - 郷原駅

### 記事本文
1. 1 2 3 4  『週刊 JR全駅・全車両基地』 12号 大宮駅・野辺山駅・川原湯温泉駅ほか、朝日新聞出版〈週刊朝日百科〉、2012年10月28日、24頁。
2. 1 2 3 4 5 6  石野哲（編）『停車場変遷大事典 国鉄・JR編 Ⅱ』（初版）JTB、1998年10月1日、456頁。ISBN 978-4-533-02980-6。
3. ↑  「国鉄各線で営業近代化」『交通新聞』交通協力会、1971年1月31日、1面。
4. ↑  『吾妻線にSuicaの一部サービスをご利用いただける駅が増えます』（PDF）（プレスリリース）東日本旅客鉄道、2014年5月26日。オリジナルの2019年6月29日時点におけるアーカイブ。2020年5月24日閲覧。
5. ↑  “あすからJR吾妻線2駅を無人化 利用者から不満の声”. 上毛新聞. (2017年3月31日).  オリジナルの2017年3月31日時点におけるアーカイブ。 2019年12月20日閲覧。
6. ↑  東吾妻の観光だより（第7号）「事務局を群馬原町駅舎内に移転します。」平成30年2月15日発行

### 利用状況
1. ↑  “各駅の乗車人員（2000年度）”.   東日本旅客鉄道. 2019年4月11日閲覧。
2. ↑  “各駅の乗車人員（2001年度）”.   東日本旅客鉄道. 2019年4月11日閲覧。
3. ↑  “各駅の乗車人員（2002年度）”.   東日本旅客鉄道. 2019年4月11日閲覧。
4. ↑  “各駅の乗車人員（2003年度）”.   東日本旅客鉄道. 2019年4月11日閲覧。
5. ↑  “各駅の乗車人員（2004年度）”.   東日本旅客鉄道. 2019年4月11日閲覧。
6. ↑  “各駅の乗車人員（2005年度）”.   東日本旅客鉄道. 2019年4月11日閲覧。
7. ↑  “各駅の乗車人員（2006年度）”.   東日本旅客鉄道. 2019年4月11日閲覧。
8. ↑  “各駅の乗車人員（2007年度）”.   東日本旅客鉄道. 2019年4月11日閲覧。
9. ↑  “各駅の乗車人員（2008年度）”.   東日本旅客鉄道. 2019年4月11日閲覧。
10. ↑  “各駅の乗車人員（2009年度）”.   東日本旅客鉄道. 2019年4月11日閲覧。
11. ↑  “各駅の乗車人員（2010年度）”.   東日本旅客鉄道. 2019年4月11日閲覧。
12. ↑  “各駅の乗車人員（2011年度）”.   東日本旅客鉄道. 2019年4月11日閲覧。
13. ↑  “各駅の乗車人員（2012年度）”.   東日本旅客鉄道. 2019年4月11日閲覧。
14. ↑  “各駅の乗車人員（2013年度）”.   東日本旅客鉄道. 2019年4月11日閲覧。
15. ↑  “各駅の乗車人員（2014年度）”.   東日本旅客鉄道. 2019年4月11日閲覧。
16. ↑  “各駅の乗車人員（2015年度）”.   東日本旅客鉄道. 2019年4月11日閲覧。